# Innocent Egbunike
Innocent Egbunike (* 30. November 1961 in Onitsha) ist ein ehemaliger nigerianischer Sprinter. In seiner Spezialdisziplin, dem 400-Meter-Lauf, konnte er in den 1980er-Jahren mehrere internationale Erfolge erzielen.

## Leben
Seinen ersten internationalen Auftritt hatte er 1983 bei der Universiade in Edmonton, wo er über 200 m die Goldmedaille gewann (20,42 s). Bei den Leichtathletik-Weltmeisterschaften 1983 in Helsinki belegte er über 200 m Platz sieben (20,63 s).
Egbunike gewann bei den nigerianischen Landesmeisterschaften über 400 m in den Jahren 1985 und 1987.
Bei den Leichtathletik-Afrikameisterschaften gewann er 1984 in Rabat Gold über 200 m, 1985 in Kairo Gold über 400 m und Silber über 200 m und 1988 in Lagos Gold über 400 m.
Beim IAAF World Cup 1985 in Canberra vertrat er sein Land erfolgreich mit einem dritten Platz vor dem siegreichen Michael Franks und Thomas Schönlebe.
Im gleichen Jahr (1985) siegte er bei der Universiade im japanischen Kōbe.
Bei den Panafrikanischen Spielen 1987 in Nairobi gewann er in hervorragenden 44,23 s die Goldmedaille vor dem Kenianer David Kitur und seinem Landsmann Moses Ugbisie.
Im Jahr 1987 verbuchte er zwei weitere große Erfolge. Er gewann den Grand Prix über 400 m. Mit 55 Punkten lag er deutlich vor dem Zweitplatzierten, dem US-Amerikaner Danny Everett, der auf 40 Punkte kam. Beim IAAF Grand Prix Final in Brüssel war jedoch Everett mit 45,28 s vor Egbunike in 45,34 s siegreich. Bei den Leichtathletik-Weltmeisterschaften in Rom gewann er Silber in 44,56 s hinter Thomas Schönlebe (44,33 s) und ließ den Drittplatzierten Harry Reynolds (44,80 s) deutlich hinter sich.
Im Jahr 1988 zog er beim Sportfest in Zürich den eine Bahn hinter ihm laufenden Harry Reynolds durch eine extrem schnell angelaufene erste Hälfte zu einem Weltrekord über 400 m.
Auch an zwei Olympischen Spielen nahm Egbunike teil. Als Schlussläufer in der 4-mal-400-Meter-Staffel seines Landes gewann er 1984 in Los Angeles in 2:59,32 min die Bronzemedaille hinter den USA (2:57,91 min) und dem Vereinigten Königreich (2:59,12 min). 1988 in Seoul kam die nigerianische Staffel, in der er ebenfalls vertreten war, auf Platz 7. Auch in den Einzelwettkämpfen erreichte er bei beiden Spielen das Finale. 1984 wurde er in 45,35 s Siebter, 1988 in 44,72 s Fünfter mit 0,36 Sekunden Abstand auf einen Medaillenrang.
Innocent Egbunike ist 1,74 m groß und wog in seiner aktiven Zeit 68 kg. Sein Markenzeichen waren auffällig kräftige Oberschenkel. Er studierte an der Pacific University in Azusa. Nach Beendigung seiner aktiven Laufbahn arbeitete er als Trainer.

## Persönliche Bestleistungen
- 100 m: 10,15 s, 25. Mai 1984, Charleston
- 200 m: 20,42 s, 10. Juli 1983, Edmonton
- 400 m: 44,17 s, 19. August 1987, Zürich
  - Halle: 45,90 s, 12. Februar 1989, Stuttgart